# Attilio Ubertalli
Attilio Ubertalli (né en Italie au XIXe siècle et mort à une date inconnue) était un dirigeant de football italien.

## Biographie
C'est en 1911 qu'arrive à la tête du club de la Juventus en tant que président Attilio Ubertalli, qui remplace Carlo Vittorio Varetti.
Dans sa brève période au sein de l'équipe turinoise, le club traverse une période de crise économique et de résultats. 
Dans le championnat d'Italie, le club termine à la 9e place du Torneo Maggiore à dix équipes. En 1913 au sortir de cette période compliquée, c'est Giuseppe Hess qui prend le relais d'Ubertalli à la présidence du club.
Le restant de sa vie n'est pas connu.